# 朝鮮民主主義人民共和國國旗
朝鮮民主主義人民共和國的国旗为长方形，旗面中间是一条红色的宽帶，上下各有一蓝边，在红色和蓝色之间是白色的细条。红色宽帶靠旗杆的一侧有一个红色五角星镶嵌在一个白色圆地内。

## 名稱
朝鲜官方稱之為藍紅色共和國旗（람홍색공화국기）、紅藍五角星旗（홍람오각별기）、人民共和國旗（인민공화국기）、共和國三色旗（공화국삼색기）。
在大韓民國，這面旗被稱為人共旗（인공기）、北傀旗（북괴기），根據《國家保安法》，在公共場所進行展示的行為是嚴格禁止的，只有在媒體報導、戲劇、電影拍攝、國際體育賽事等特殊情況下才允許使用。

## 歷史

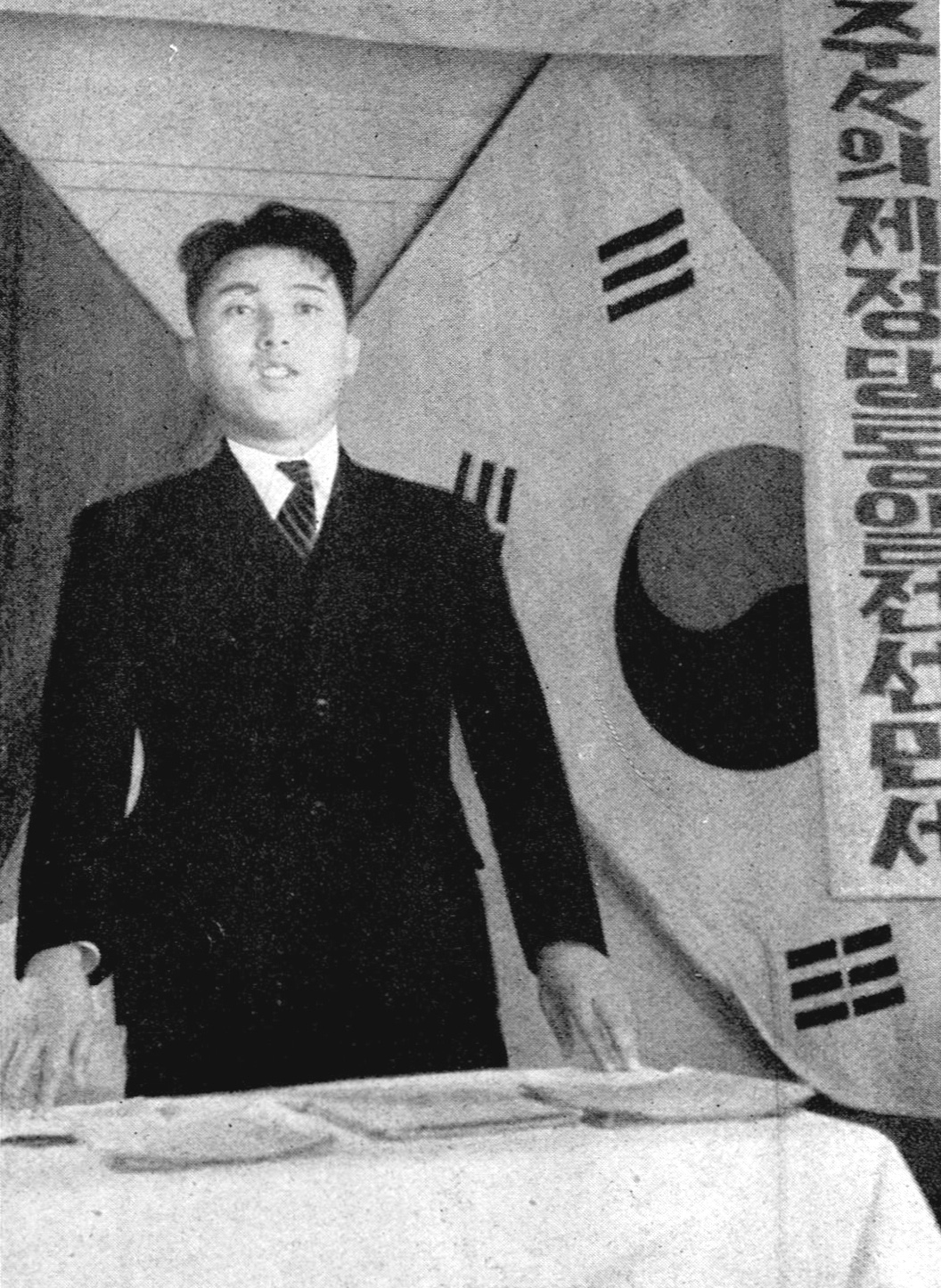
太极旗曾经是朝鲜半岛北南双方共同的旗帜；图为1946年11月3日金日成在苏联国旗与太极旗前面发表竞选演说。

1946年2月，朝鲜劳动党在苏军的协助下，在朝鲜半岛北部成立了临时政府北朝鲜临时人民委员会，沿用大韩民国临时政府的太极旗作为国旗，色彩和比例与现今的韩国国旗略有不同。
1947年，苏联政府通过苏军司令尼古拉·列别杰夫讨论是否保留太极旗的问题。北朝鲜临时人民委员会副委员长金枓奉希望继续使用太极旗，而尼古拉·列别杰夫认为，太极旗设计上基于中国传统哲学，象征中世纪的封建迷信。最终金枓奉屈服。5月，金日成下达了“重新设计具有共产主义元素的新国旗新国徽”的指令，并广泛征集设计稿。朝鲜民主主义人民共和国国旗初稿原出自平壤美术大学首任校长金周经（김주경）之手，早期图案白色圆圈在正中心。根据朝鲜宣传部门的说法，金日成亲自参与了现今朝鲜国旗的设计。1948年2月初，金日成在审议时提议将圆圈移至稍微靠近旗杆一侧并在其中放入红色五角星，亦调整了色彩和旗帜长宽的比例，最初设计时比例为2:3，国旗图案确定后改为与苏联国旗一致的1:2。1948年7月10日，这一方案在北朝鲜人民会议上获得通过，9月8日在第一届最高人民会议上再次获得通过。

朝鲜官方宣传画中出现的最初的朝鲜国旗设计稿之一
朝鲜官方宣传画中出现的最初的朝鲜国旗设计稿之二
1948年起启用的朝鲜国旗
1992年–1992年间出现的朝鲜国旗设计变体

## 歷代國旗
| 朝鲜王朝國王御旗（1392年－1882年）  |
| 朝鲜王朝國王御旗 （1392年－1882年） |

| 朝鮮國國旗（1882年－1888年）  |
| 朝鮮國國旗 （1882年－1888年） |

| 朝鮮國國旗（1882年－1884年）  |
| 朝鮮國國旗 （1882年－1884年） |

| 朝鮮國國旗（1888年－1893年）  |
| 朝鮮國國旗 （1888年－1893年） |

| 朝鮮國、大韓帝國國旗（1893年－1899年）  |
| 朝鮮國、大韓帝國國旗 （1893年－1899年） |

| 大韓帝國國旗（1899年－1910年）  |
| 大韓帝國國旗 （1899年－1910年） |

| 大韩民国临时政府國旗（1919年－1945年）  |
| 大韩民国临时政府國旗 （1919年－1945年） |

| 大日本帝國國旗，用於朝鮮日治時期（1910年－1945年）  |
| 大日本帝國國旗，用於朝鮮日治時期 （1910年－1945年） |

| 蘇聯國旗，用於苏联民政厅及北朝鮮臨時人民委員會（1945年－1946年）  |
| 蘇聯國旗，用於苏联民政厅及北朝鮮臨時人民委員會 （1945年－1946年） |

| 北朝鮮人民委員會國旗（1946年－1948年）  |
| 北朝鮮人民委員會國旗 （1946年－1948年） |

| 朝鮮民主主義人民共和國國旗（1948年－1992年，白圆和红五角星较小）  |
| 朝鮮民主主義人民共和國國旗 （1948年－1992年，白圆和红五角星较小） |

| 朝鮮民主主義人民共和國國旗（1992年至今，白圆和红五角星略有放大）  |
| 朝鮮民主主義人民共和國國旗 （1992年至今，白圆和红五角星略有放大） |

## 意義
红色的旗面象征了爱国主义精神与斗争精神，蓝边代表了“朝鲜人民与全世界人民联合为自由、友谊与和平而战的期待”，白色代表了朝鲜是一个单一民族国家，白色圆形象征阴阳。红色五角星则象征着革命传统，也是共产主义的标志象征。
北韓政府將北韓國旗定義爲「我們國家永恆的第一旗幟」，並認爲北韓國旗是展現北韓驕傲與自豪情感的絕佳象徵。

## 格式
朝鲜国旗如果需要竖挂，須使用专门制作的竖挂用旗。竖版国旗中五角星也被摆正，尖指向上。在举国哀悼的场合，除了降半旗，还有在国旗上系黑色丝带的习惯。
|  | 朝鲜民主主义人民共和国国旗，中间是红色宽面，其上下各有一白色细条，再上下是蓝色宽边，红面靠旗杆一边有一白色圆地，其中是五角红星。旗幅纵横比例为一比二。 —— 《朝鮮民主主義人民共和國社會主義憲法》 第一百六十四条 |

《朝鲜民主主义人民共和国国旗法》附录1规定了朝鲜国旗的设计方案。

## 旗帜列表

### 政治组织
朝鲜国务委员会委员长旗，启用于2018年，为红底，中间放置国务委员会会徽，主体为国徽，周围有国旗、麦穗、五星、木兰环绕，下部为“国务委员会”（국무위원회）五字。目前仅悬挂于国务委员会委员长出访国外时的专车顶部。
朝鲜劳动党党旗为红底，中间放置有黄色的锤子、毛笔、镰刀，分别代表工人、知识分子、农民。
朝鮮社會主義女性同盟旗帜为白底，上下为红色条幅构成的三条旗，中央中带有“女性同盟”(녀성동맹)四字。
社會主義愛國青年同盟使用带有劳动党党徽、白头山（长白山）、书本、齿轮麦穗构成的盟徽的红旗，盟徽中带有“青年”（청년）二字。
朝鲜社会民主党使用带有二战后常被作为社会民主主义政党的象征的红玫瑰、以及带有红、白、蓝三色环的绿旗，盟徽中带有“朝鲜社会民主党”（조선사회민주당）七字。
天道教青友党党旗为红白底，中间放置天道教青友党的标志（党徽），代表朝鲜天道教的农民信众。
在日本朝鲜青年同盟旗幟为红白藍三色旗，中间放置在日本朝鮮青年同盟的标志（盟徽），代表在日本朝鮮青年同盟。
- 朝鲜国务委员会委员长
- 朝鲜劳动党
- 朝鮮社會主義女性同盟
- 社會主義愛國青年同盟
- 朝鲜社会民主党党旗
- 天道教青友党党旗
- 在日本朝鲜青年同盟旗幟

### 军事
早期的朝鮮人民軍軍旗外觀与国旗类似，带有朝鲜国徽，上书“为了祖国的獨立和人民”（／）。

### 现行军旗
- 朝鲜人民军军旗
（正面，2023年至今）
- 朝鲜人民军军旗
（背面，2023年至今）
- 工农赤卫军军旗
（正面，2023年至今）
- 工农赤卫军军旗
（背面，2023年至今）
- 朝鲜人民军陆军军旗
（正面，2023年至今）
- 朝鲜人民军陆军军旗
（背面，2023年至今）
- 朝鲜人民军海军军旗
（正面，2023年至今）
- 朝鲜人民军海军军旗
（背面，2023年至今）
- 朝鲜人民军空军军旗
（正面，2023年至今）
- 朝鲜人民军空军军旗
（背面，2023年至今）
- 朝鲜导弹总局
（正面，2023年至今）
- 朝鲜导弹总局
（背面，2023年至今）

### 历史以及其他旗帜
- 朝鮮人民軍軍旗
（1992–1993）
- 朝鮮人民軍軍旗
（背面）
- 朝鮮人民軍最高司令官旗
（2002–2020）
- 朝鮮人民軍最高司令官旗
（1996-2002）

朝鲜人民军三军军种旗为左上角写有“4.25”，意在纪念朝鲜人民军前身，成立于1932年4月25日的反日人民遊擊隊。背面图案绘制有党徽。
军旗上的口号为“为了祖国的统一和独立，人民的自由和幸福”（조국의 통일 독립과, 인민의 자유와 행복을 위하여）。
在金正日执政时期，还使用口号“誓死捍卫以伟大的金正日同志为首的革命首脑部！”（위대한 김정일동지를 수반으로 하는 혁명의 수뇌부를 목숨으로 사수하자!）。金正恩时期则使用口号“誓死捍卫以伟大的金正恩同志为首的党中央委员会！”（위대한 김정은동지를 수반으로 하는 당중앙위원회를 목숨으로 사수하자!），2023年又将“伟大的”改成“敬爱的”（경애하는）。
最高司令官使用带有元帅星图案的红旗，在2002年前使用银色的元帅星。
- 朝鮮人民軍陆軍旗
（1993-2023）
- 朝鮮人民軍陆軍旗
（背面）
- 朝鮮人民軍陆軍旗
（金正日时期）

- 朝鮮人民軍海軍旗
（1993-2023）
- 朝鮮人民軍海軍旗
（背面）
- 朝鮮人民軍海軍旗
（金正日时期）

空军旗的先前版本，羽翼状图案原在军徽上方。金正恩时期将该图案调整至军徽下方。
- 朝鮮人民軍空軍旗
（2011-2023）
- 朝鮮人民軍空軍旗
（背面）
- 朝鮮人民軍空軍旗
（金正日时期）

朝鲜人民军海军舰艇的船旗中心绘制有五星、光芒和白头山（长白山）的圆形图案，早先版本的船旗中圆形图案为和国旗类似的白圈五角星。
- 朝鲜人民军海军船旗
- 朝鲜人民军海军近卫部队旗

- 朝鮮人民軍戰略軍旗
（2018–2020）
- 朝鮮人民軍戰略軍旗
（背面）

- 朝鮮人民軍特种作战軍旗
（2018–2020）
- 朝鮮人民軍特种作战軍旗
（背面）

- 工农赤卫军旗
（2007-2023）
- 工农赤卫军旗
（背面）

### 行政區
2002年，新义州特别行政区成立，新义州仿照香港和澳门的做法，制作自己的特别行政区区旗。旗地为青蓝色，中间绘有一朵白色木兰花，纵横比例为1:1.5。《朝鲜民主主义人民共和国新义州特别行政区基本法》第六章规定了区旗的设计与悬挂方法。但因为新义州特区虚有其名，因此新义州特区境内仅悬挂朝鲜国旗，在网络上亦难看到新义州特区区旗实际悬挂飘扬的照片。
除了新义州特别行政区有区旗之外，由于朝鲜实行中央集权制度，朝鲜各行政区（道、直辖市、特别市、市、郡）没有自己的地方旗帜，与中国大陆、老挝、不丹、苏丹、尼日尔、厄立特里亚等国的各行政区没有地方旗帜的状况（例如中華人民共和國的31個省份（包括所有的省、自治區、直轄市，香港特別行政區與澳門特別行政區除外）都沒有「省旗」，不同於美國的50個州有州旗）非常类似。
- 新义州特别行政区区旗
- 新义州特别行政区区徽

## 图集

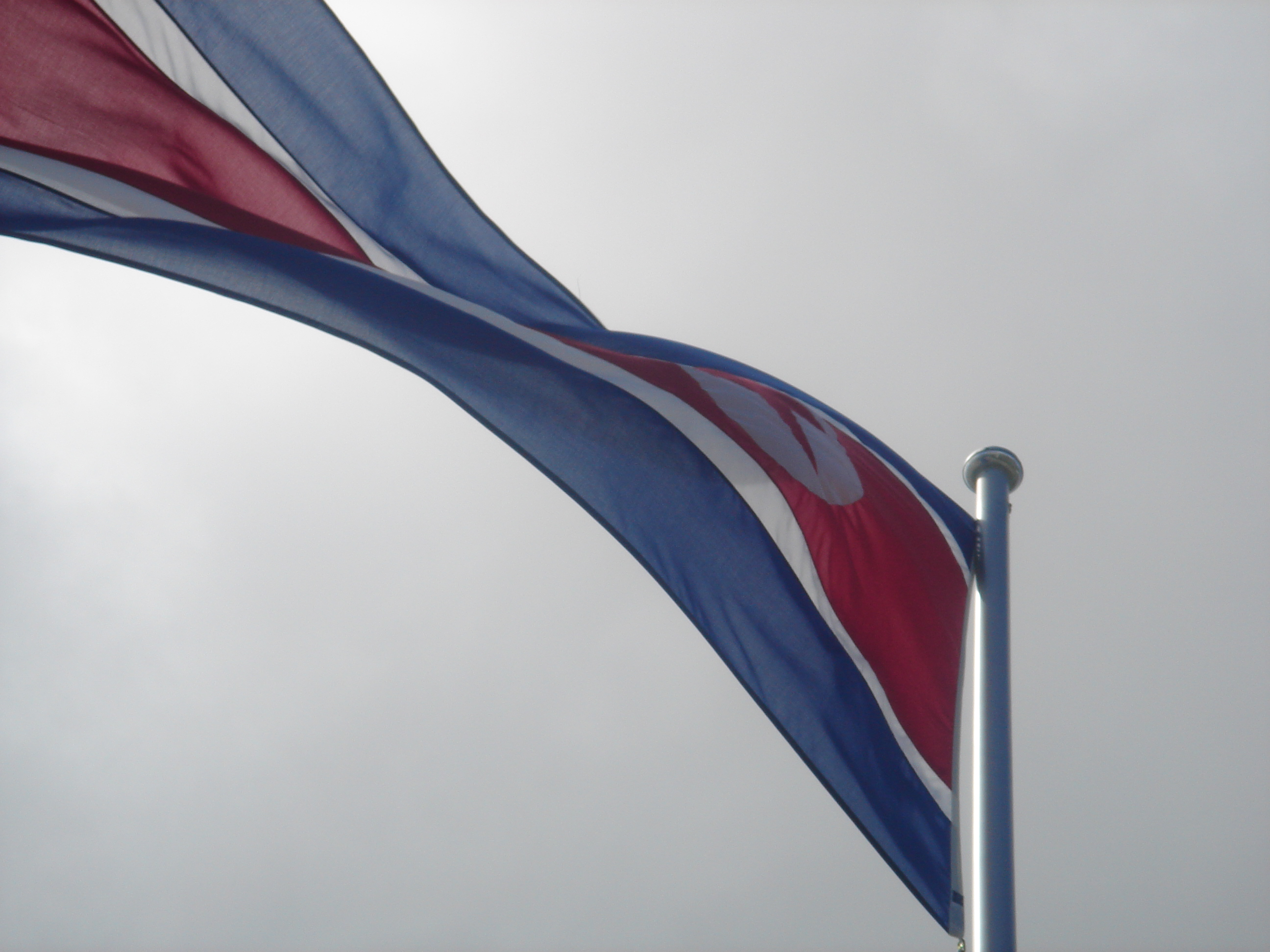
飘扬的朝鲜国旗
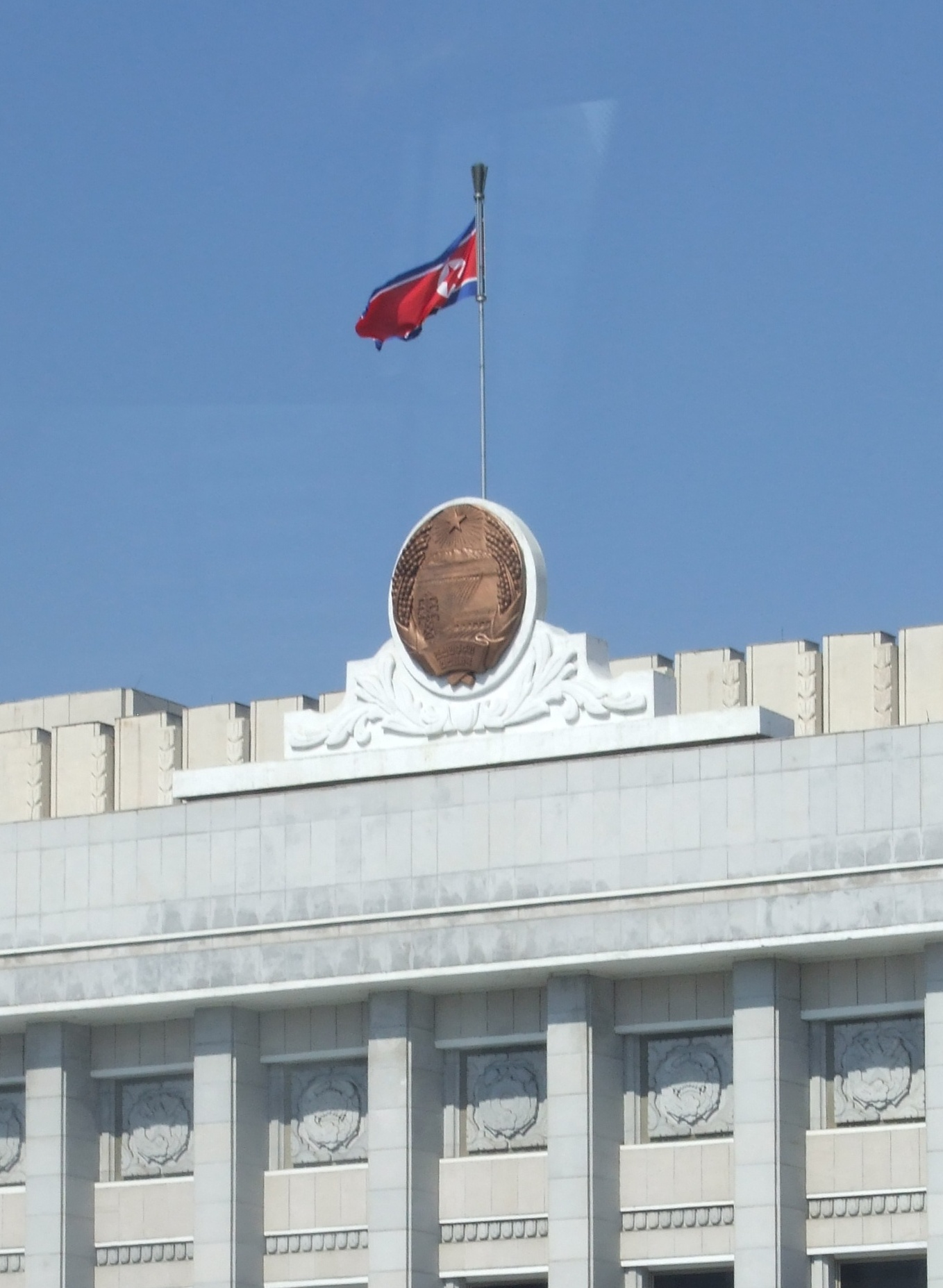
悬挂在万寿台议事堂上的国旗
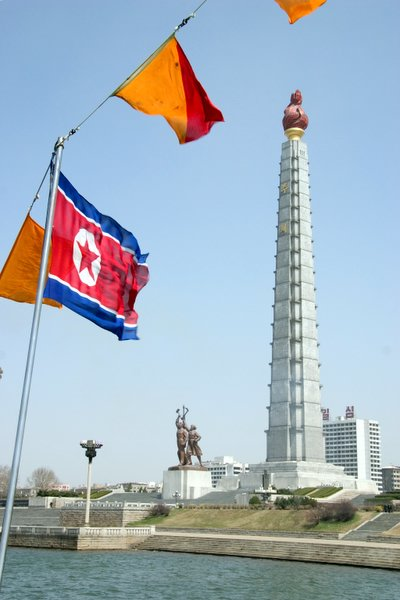
悬挂在主体思想塔旁边的国旗
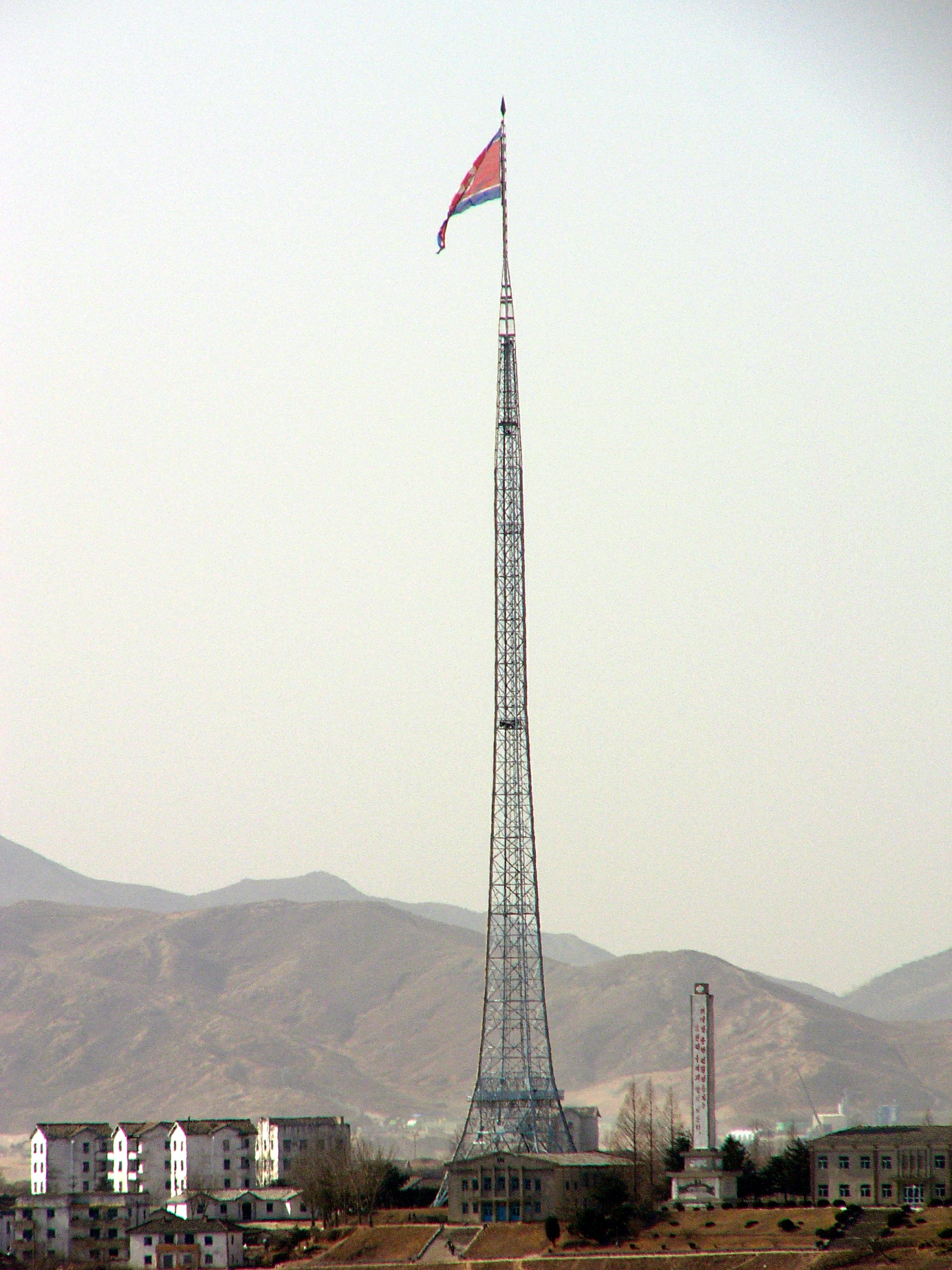
世界第二高旗杆所悬挂的重270千克的朝鲜国旗。位于朝鲜板门店附近的和平村，高160米
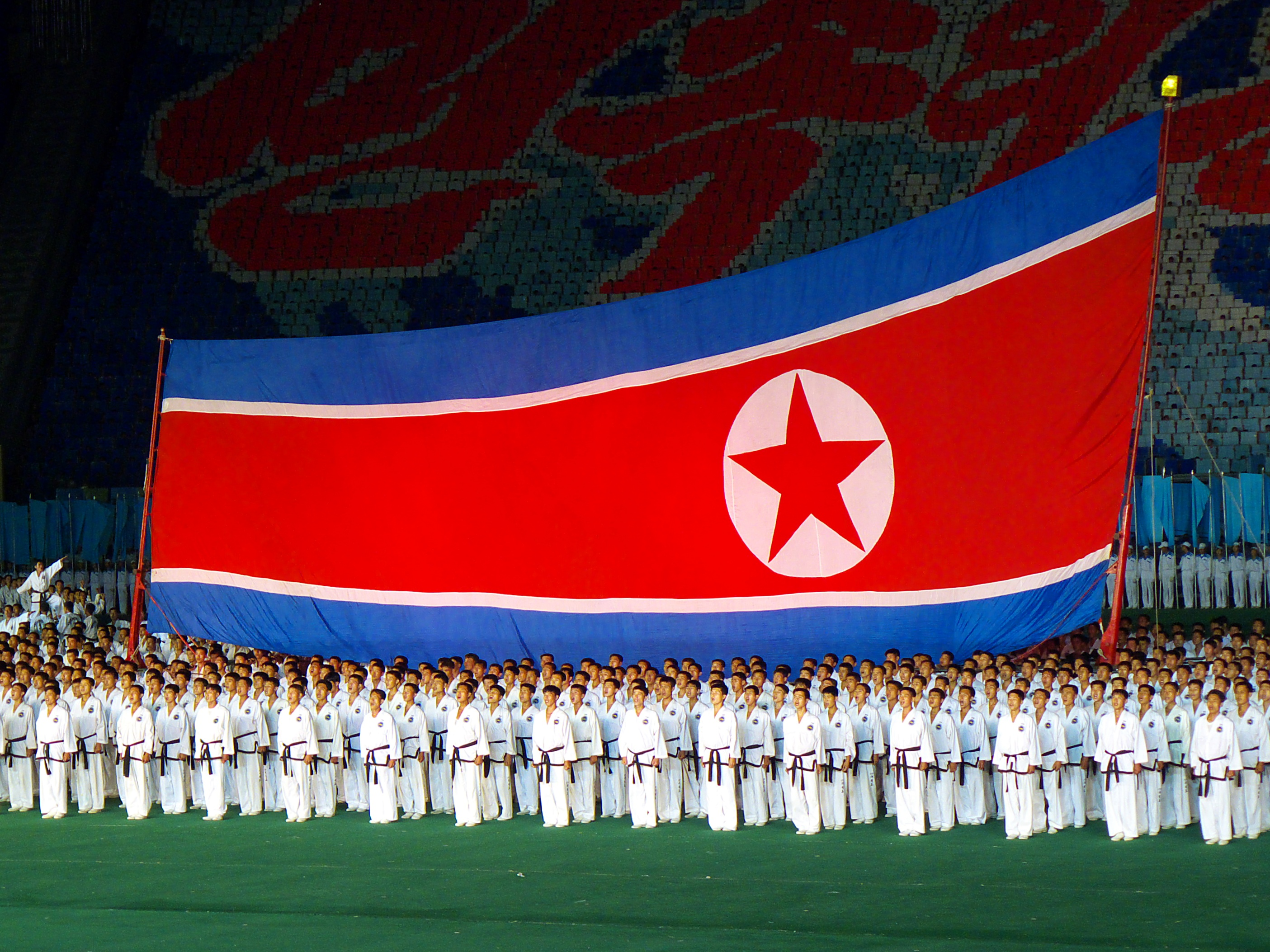
2008年朝鲜团体操《阿里郎》中展示国旗
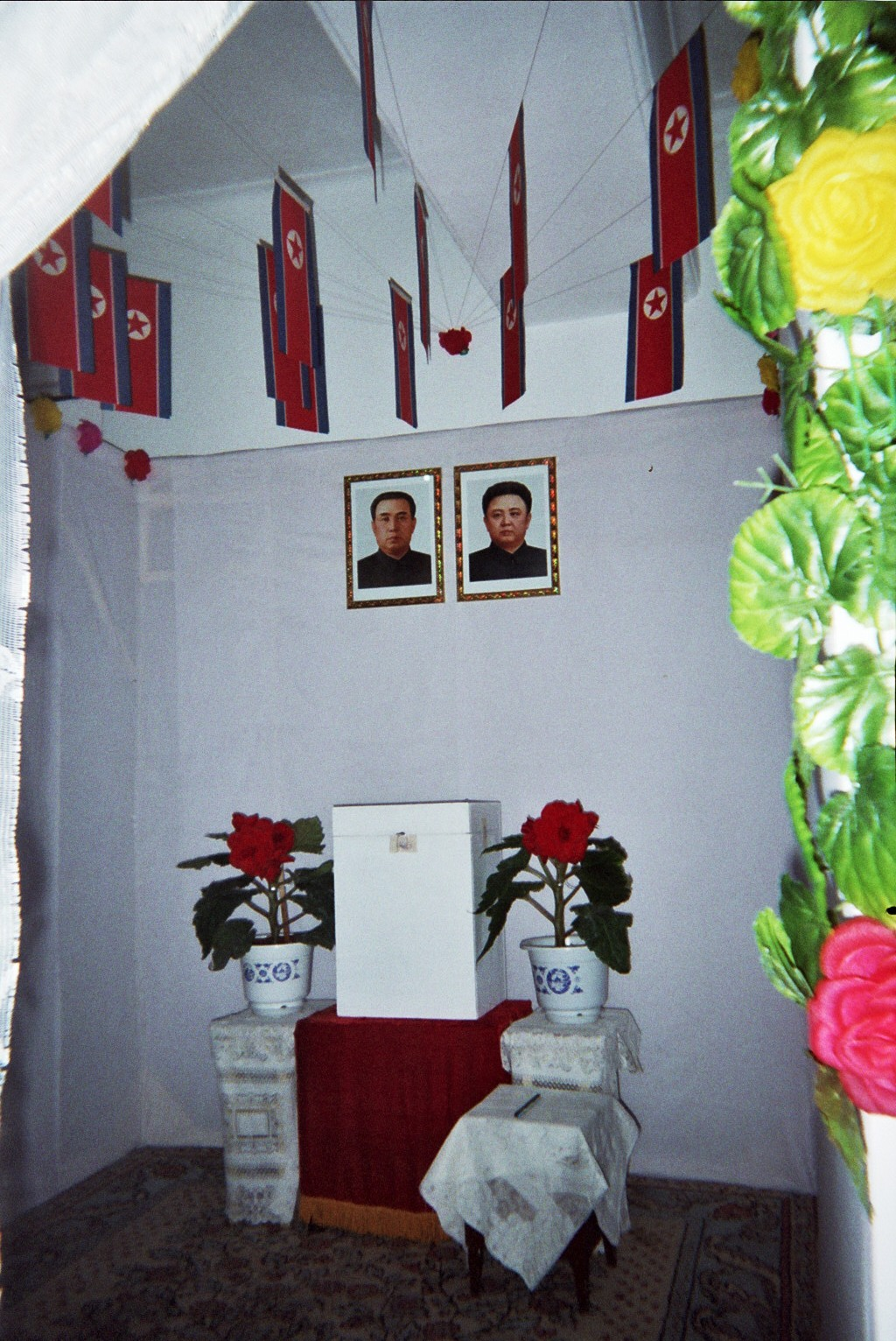
悬挂在朝鲜投票站的国旗（垂直版）
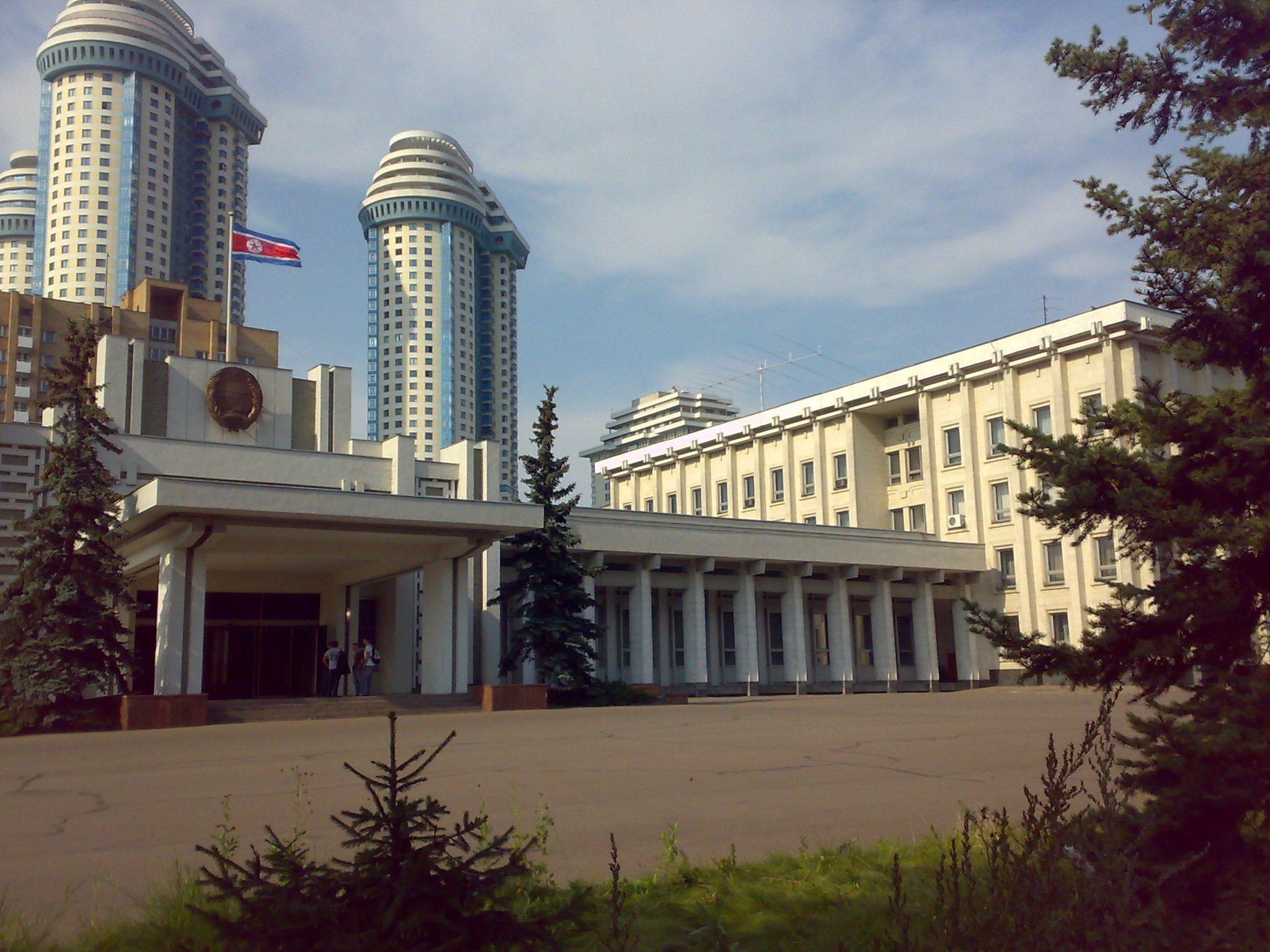
悬挂在朝鲜驻莫斯科大使馆楼顶的国旗